# Sa'ud bin Abd al-Aziz bin Nasser Al Sa'ud
Saʿūd bin ʿAbd al-ʿAzīz bin Nāṣer Āl Saʿūd (in arabo سعود بن عبد العزيز بن ناصر بن عبد العزيز آل سعود‎?; Riad, 1977) è un principe e criminale saudita, membro della famiglia reale Āl Saʿūd.

## Famiglia
Entrambi i genitori di Sa'ud appartengono alla famiglia reale e sono cugini di primo grado, essendo figli di due fratellastri, figli a loro volta del fondatore del moderno stato saudita, re Abd al-Aziz. Il padre di Sa'ud è il principe Abd al-Aziz. La madre di Sa'ud, Fayza, è la figlia del defunto re Abd Allah.

## Accusa di omicidio e processo
Nel 2010 è stato arrestato con l'accusa di aver ucciso il suo servo Bandar Abd al-Aziz nella loro suite al Landmark Hotel di Londra. Durante il processo è emerso che il principe aveva doppia vita e che fra lui e l'ucciso, di due anni più giovane, c'era una relazione omosessuale e sadomasochistica. Bandar Abd al-Aziz per settimane è stato sottoposto a violenze e umiliazioni sessuali, percosse e ripetute asfissie erotiche che alla fine hanno causato il suo decesso. La corte dell'Old Bailey ha condannato il principe all'ergastolo. Nel marzo del 2013 gli è stato concesso il permesso di tornare in patria per scontare il resto della pena in una prigione saudita. Secondo l'accordo tra il Regno Unito e l'Arabia Saudita devono trascorrere almeno venti anni prima che possa essere rilasciato.